# Dyomyx consequens
Dyomyx consequens là một loài bướm đêm trong họ Noctuidae.